# Arcuphantes arcuatulus
Arcuphantes arcuatulus é uma espécie de aranhas da família Linyphiidae encontradas nos Estados Unidos e no Canadá.